# Toyota AA
La Toyoda AA o Toyoda Model AA è un'auto esecutiva prodotta da Toyota dal 1935 al 1943. Il veicolo è basato sul De Soto Airflow che smise di essere prodotto nel 1936. Fino al 1944 furono prodotti e venduti circa 2.000 di questi veicoli. Il veicolo aveva un telaio leggermente più robusto del veicolo originale ed era più affidabile. La maggior parte di queste auto sono state distrutte durante la seconda guerra mondiale e il bombardamento di Nagasaki. Il veicolo è stato sostituito dal più piccolo Toyota SA che era una copia del Maggiolino Volkswagen. Attualmente 2 di questi veicoli sono sopravvissuti, uno è conservato in un museo e un altro è abbandonato in una discarica. Il primo si trova nei Paesi Bassi e l'altro in Russia.
Il veicolo è stato ampiamente utilizzato da Michinomiya Hirohito e dall'esercito come auto di servizio. Il veicolo è stato acquistato anche da privati ma era piuttosto costoso, ha anche affrontato la concorrenza della Nissan Model 70 che era una copia della Graham Paige Crusader. Nel 1939 il motore del veicolo fu gravemente modernizzato. Molte repliche del veicolo sono state create negli anni '80 e '90. Un veicolo in stile retrò basato sulla Toyota AA, chiamato Toyota Classic, iniziò a essere prodotto dal 1996 al 1998.